# پوبلیوس سیروس

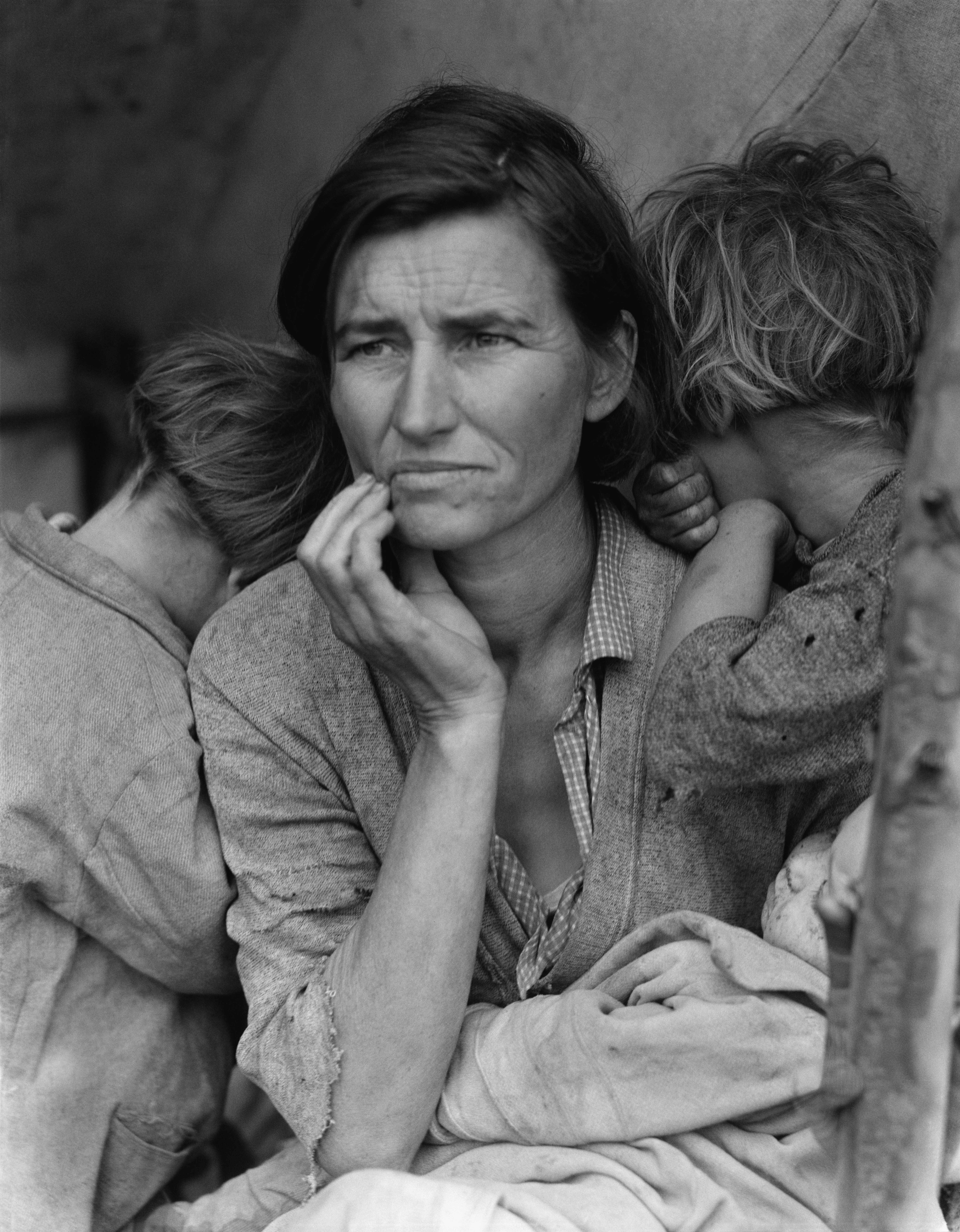
عکس فلورانس تامپسون را به همراه سه فرزندش در عکسی به نام "مادر مهاجر"

پوبلیوس سیروس یا پوبلیلیوس سیروس(به لاتین: Publilius,Publius Syrus) نویسنده لاتین گفته‌های اخلاقی‌است.
او که در سدهٔ یکم پیش از زایش می‌زیست در آغاز برده‌ای آرامی بود که در سوریه کنونی می‌زیست. او را برای بردگی به ایتالیا بردند. ولی از آنجا که هوش سرشار و استعداد بسیاری داشت اربابش او را آزاد نمود و و زمینهٔ دانش‌آموزی او را فراهم نمود.
او در آغاز به نمایش روی آورد و در این راه به نامداری رسید و در مسابقه‌ای در این زمینه هم از ژولیوس سزار جایزه‌ای دریافت داشت. اثرهای به جای مانده از او شعرهایی هجایی در زمینهٔ معنویات است.